# ایر وان

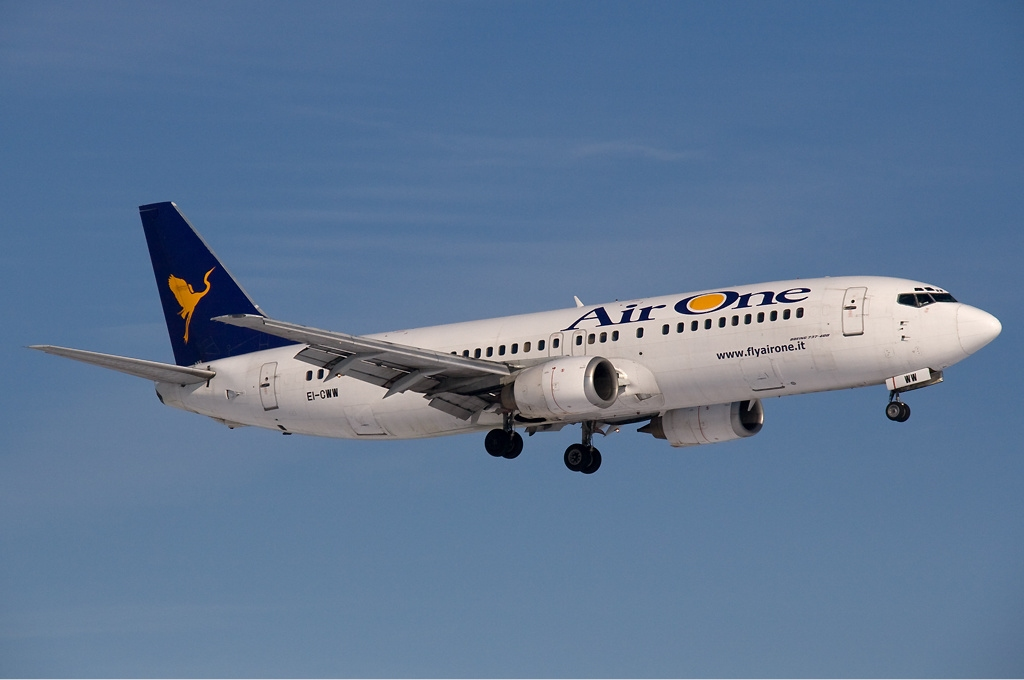
هواپیمای بوئینگ ۷۳۷ متعلق به ایر وان

ایر وان، (به انگلیسی: Air One) شرکت هواپیمایی ارزان‌قیمت ایتالیایی است، که در سال ۱۹۸۳ در پسکارا تأسیس شد و در حال حاضر به‌عنوان زیرمجموعه‌ای از خطوط هوایی آلایتالیا، روزانه به ۳۴ مقصد اروپایی پروازهای مستقیم دارد. 
دفتر مرکزی شرکت ایر وان در شهر فیومیچینو، استان رم، ایتالیا قرار دارد و فرودگاه کاتانیا-فونتاناروسا، فرودگاه پالرمو، فرودگاه گالیله و فرودگاه ونیز مارکو پولو، قطب‌های این شرکت هواپیمایی به‌شمار می‌آیند. این شرکت در حال حاضر در ناوگان هوایی خود، دارای ۱۰ فروند هواپیمای جت مسافربری می‌باشد.